# Schwestern der hl. Maria Magdalena Postel
Die Schwestern der hl. Maria Magdalena Postel (Ordenskürzel: SMMP) sind eine 1807 unter dem Namen „Arme Töchter der Barmherzigkeit“ von der Lehrerin Julie Postel in Cherbourg in Frankreich gegründete römisch-katholische Ordensgemeinschaft. Die Gründerin nahm den Ordensnamen Maria Magdalena Postel an, worauf der heutige Name der Gemeinschaft zurückgeht, die zu den Schulschwestern gerechnet wird. Seit 1862 gibt es einen inzwischen eigenständigen deutschen Ordenszweig, der auch unter der Bezeichnung Heiligenstädter Schulschwestern bekannt ist. Dessen Mutterhaus befindet sich im Heilbad Heiligenstadt in Thüringen.

## Entstehung in Frankreich
Julie Postel wurde am 28. November 1756 im französischen Barfleur als Tochter eines Seilers geboren. Sie arbeitete lange Zeit als Lehrerin und gründete eine eigene Schule, in der sie arme Kinder unterrichtete. Dabei folgte sie mit ihrer fortschrittlichen Erziehungsmethode der Reformpädagogik Jean Baptiste de La Salles. Anlass zur Gründung einer eigenen Schwesterngemeinschaft gaben ihr 1807 verschiedene Zeittendenzen: Mit dem Wirken anderer Orden, die sich oft in glanzvoller Repräsentation und feudaler Haushaltsführung erschöpften, zeigte sie sich unzufrieden. Zudem breitete sich in der Französischen Revolution eine erhebliche Religionsfeindlichkeit aus, die den Einfluss der Kirche zurückdrängte. Vielen verfolgten französischen Priestern verhalf Julie Postel zur Flucht nach England.
Länger als zwei Jahrzehnte war die junge Gemeinschaft auf der Suche nach einem geeigneten Ort für ihre Tätigkeit. Oft wurden die Schwestern dazu gedrängt, neu bezogene Häuser zu verlassen, da sie unerwünscht waren. Erst 1832 fanden sie in der Ruine der ehemaligen Benediktinerabtei in Saint-Sauveur-le-Vicomte in der Normandie ein neues Zuhause. Hochbetagt legte Julie Postel noch selbst mit Hand an, um dieses Gebäude, von dem nicht viel mehr als die Grundmauern standen, wieder bewohnbar zu machen. Bis heute ist diese Abtei Sitz der französischen Stamm-Kongregation. Maria Magdalena starb am 16. Juli 1846.
13 Jahre später, 1859, wurde die Gemeinschaft durch Papst Pius IX. offiziell als Kongregation anerkannt. 1908 folgte die Seligsprechung der Ordensgründerin Maria Magdalena durch Papst Pius X., 1925 die Heiligsprechung durch Pius XI. Die Nachfolgerin der hl. Maria Magdalena Postel als Oberin, Schwester Placida Viel, wurde 1951 ebenfalls seliggesprochen. 1990 folgte noch die Seligsprechung der französischen Schwester Martha le Bouteiller durch Papst Johannes Paul II., eine Zeitgenossin von Maria Magdalena Postel und Placida Viel.
Am 8. September 2006 wurde das 200-jährige Jubiläumsjahr in Deutschland und in Frankreich eröffnet. Die folgenden Monate waren geprägt von intensiver Vorbereitung auf das Jubiläum am 8. September 2007 in Cherbourg. Der 250. Geburtstag der hl. Maria Magdalena Postel wurde am 28. November 2006 begangen.

## Geschichte in Deutschland
Schwester Placida Viel stellte auf ihren Reisen, auf denen sie um Geld für den Aufbau des Mutterhauses bettelte, den Kontakt zu vier Lehrerinnen im thüringischen Eichsfeld her. So kam es 1862 zur Gründung einer ersten deutschen Ordensniederlassung in Heiligenstadt. Seit dieser Zeit sind die Ordensfrauen im Eichsfeld auch unter dem Beinamen „Heiligenstädter Schulschwestern“ bekannt. Vom Eichsfeld aus gründeten die Schwestern zahlreiche Konvente im heutigen Nordrhein-Westfalen, Rheinland-Pfalz, Thüringen und den Niederlanden. Sie sind nach wie vor besonders in Krankenhäusern, Schulen und Einrichtungen der Seniorenhilfe tätig. Etwa 30 dieser Einrichtungen befinden sich derzeit in eigener Trägerschaft. Zudem engagieren sich die Schwestern in der Seelsorge und Pastoralarbeit verschiedener Pfarrgemeinden.
Bedingt durch die politischen Spannungen zwischen Deutschland und Frankreich nach dem Ersten Weltkrieg ist der deutsche Ordenszweig seit 1920 eine eigenständige Kongregation.

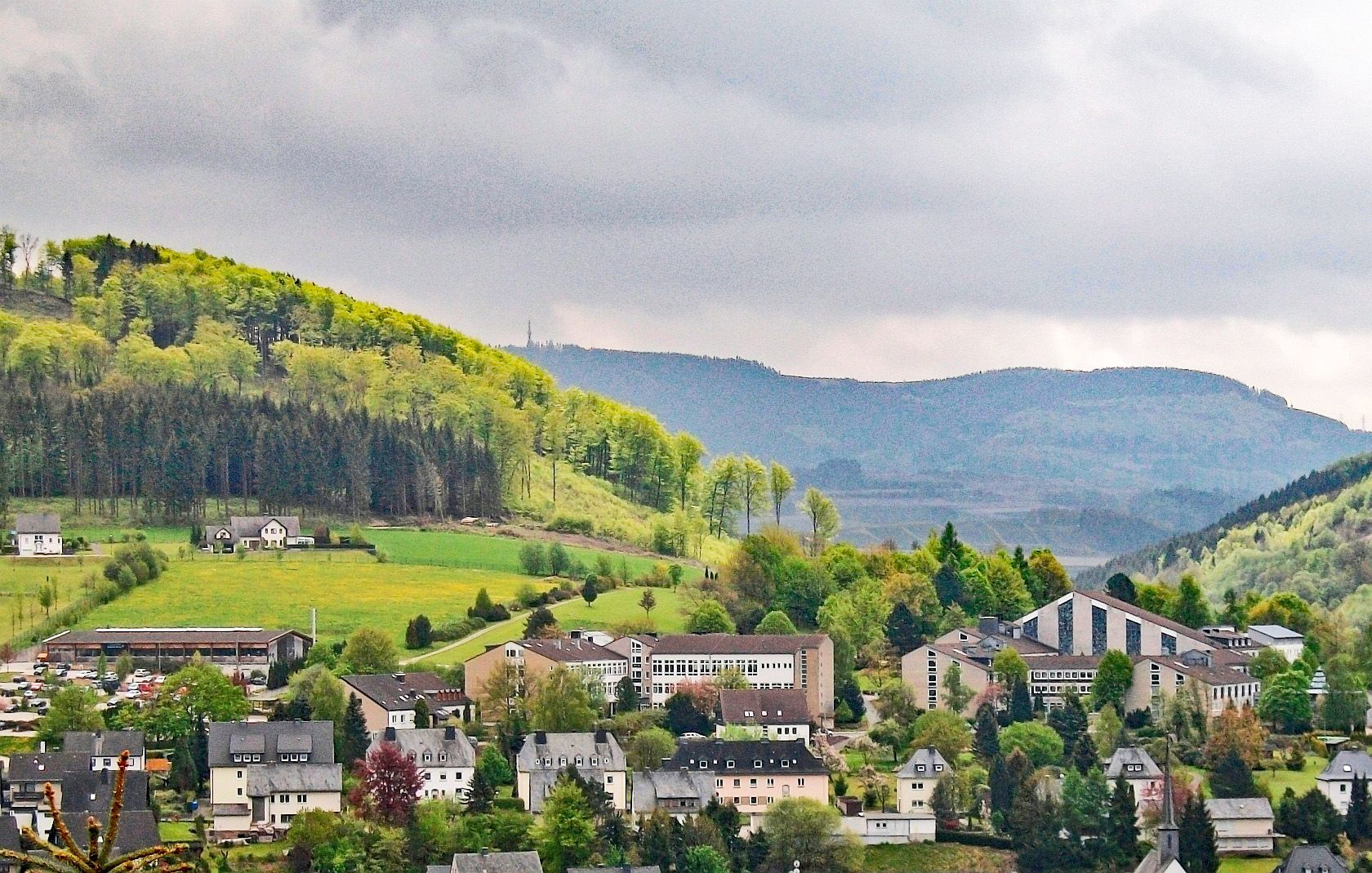
Bergkloster Bestwig

Die innerdeutsche Teilung veranlasste die Schwestern nach dem Zweiten Weltkrieg wiederum, ihr Mutterhaus von Heiligenstadt zunächst nach Geseke zu verlegen. Ab 1968 befand es sich dann im neu errichteten Bergkloster Bestwig. 2003 ist das Generalat des Ordens wieder nach Heiligenstadt zurückgekehrt. Bestwig wird Sitz der Europäischen Provinz. Im Jahr 1992 zogen Schwestern in das ehemalige Prämonstratenserkloster Oelinghausen ein.
Sr. Aloisia Höing war seit 1996 Generaloberin. Von 2003 bis 2006 war sie außerdem Vorsitzende der Vereinigung der Ordensoberinnen Deutschlands (VOD). Nach dem Zusammenschluss dieser Organisation mit den Vereinigungen der Ordensobern der Priester- und Brüderorden 2006 wurde sie zur ersten Vorsitzenden der neu gegründeten Deutschen Ordensobernkonferenz (DOK) gewählt. Dieses Amt hatte sie bis 2010 inne. Seit Januar 2015 ist Sr. Maria Thoma Dikow Generaloberin.

## Klöster in Deutschland
- Bergkloster Heiligenstadt
- Bergkloster Bestwig
- Kloster Oelinghausen

## Schulen in Deutschland
- Walburgisgymnasium und Walburgisrealschule in Menden (Sauerland)
- Engelsburg-Gymnasium in Kassel
- Bergschule St. Elisabeth, Gymnasium und berufsbildende Schule in Heilbad Heiligenstadt
- Placida Viel Berufskolleg in Menden (Sauerland)
- Berufskolleg Bergkloster in Bestwig
- Berufskolleg Canisiusstift in Ahaus

## Internationales Engagement
Seit 1923 sind die Schwestern der hl. Maria Magdalena Postel auch international in Schulen, Krankenhäusern, Einrichtungen der Seniorenhilfe und anderen sozial-caritativen Institutionen tätig. Bereits in den 1920er und 1930er Jahren wurden von Heiligenstadt aus neue Provinzen in den Niederlanden, in Bolivien und Brasilien gegründet. In Bolivien arbeiten die Schwestern in Bermejo, Cochabamba, La Paz, Oruro, Santa Cruz de la Sierra, Tarija und Vallegrande.
Seit 1998 sind die Schwestern außerdem in Rumänien und seit 2001 auch in Mosambik aktiv. Gemäß dem Leitspruch ihrer Gründerin „Die Jugend bilden, die Armen unterstützen und nach Kräften Not lindern“ setzen sie sich in allen Ländern für eine gute Schulbildung der Kinder, Gerechtigkeit und eine menschenwürdige Versorgung der Menschen in allen Lebensphasen ein.